# Fergie (chanteuse)
 (mars 2020).
Si vous disposez d'ouvrages ou d'articles de référence ou si vous connaissez des sites web de qualité traitant du thème abordé ici, merci de compléter l'article en donnant les références utiles à sa vérifiabilité et en les liant à la section « Notes et références ».
Pour les articles homonymes, voir Ferguson et Fergie.
Stacy Ann Ferguson, nom de scène Fergie (/ˈfɜːɡi/), née le 27 mars 1975 à Hacienda Heights, Californie (États-Unis) est une chanteuse et actrice américaine.

## Biographie

### Jeunesse
Stacy Ann Ferguson est née le 27 mars 1975 à Hacienda Heights en Californie, aux États-Unis.
Elle est la fille de Theresa Ann (née Gore) et de Jon Patrick Ferguson. Ses parents sont professeurs dans une école catholique ; elle a été élevée en banlieue avec les valeurs religieuses de sa famille.
Elle a fréquenté le collège Mesa Robles et le Lycée Glen A. Wilson où elle a étudié la danse orientale et a commencé à travailler sa voix.

### Vie privée
En 2006, Fergie est apparue dans le classement du magazine Maxim des « 100 femmes les plus sexy » à la 36e position. En 2007, elle fut classée à la 10e position.
Fergie a indiqué être bisexuelle au journal The Sun, en affirmant : « j'ai eu des expériences avec des femmes, mais n'ai jamais eu de véritable petite amie. » Elle confirme ses déclarations par la suite dans une interview accordée à The Advocate, indiquant qu'elle ne souhaite pas que son annonce soit prise comme un effet de mode.
En septembre 2004, Fergie devient la compagne de l'acteur Josh Duhamel, rencontré sur le tournage de la série Las Vegas. Après s’être fiancés en décembre 2007, ils se marient le 10 janvier 2009 à Malibu, et ont un fils, prénommé Axl Jack Duhamel né le 29 août 2013. Le 14 septembre 2017, ils annoncent qu'ils sont séparés depuis plusieurs mois et en procédure de divorce.

### Débuts à la télévision et Wild Orchid
De 1984 à 1989, Fergie double le personnage de Sally Brown dans deux adaptations télévisées de la bande dessinée Peanuts. Pendant la même période, elle participe à l'émission Kids Incorporated. Elle rencontre sur le plateau Renee Sands qui joue le rôle de sa sœur. Les deux jeunes filles rejoignent le groupe Wild Orchid en 1991, avec lequel elles sortiront quatre albums. Fergie quitte Wild Orchid en 2001 et souffre d'une longue dépression et d'addiction à la méthamphétamine.

### Succès avec les Black Eyed Peas et albums solo

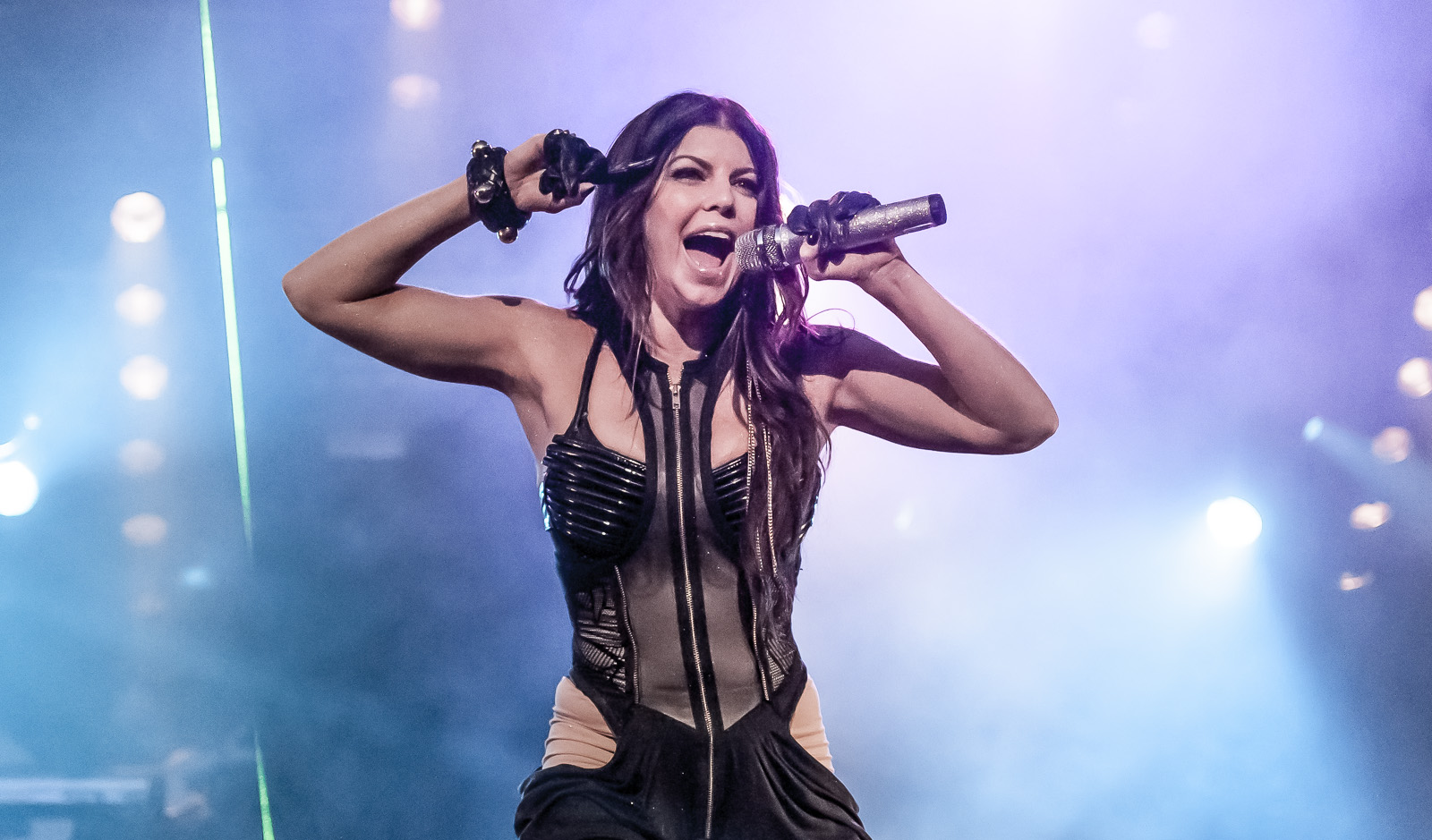
Fergie sur scène avec les Black Eyed Peas, pendant la tournée de The E.N.D. en 2009.

En 2003, Fergie rejoint les Black Eyed Peas sur leur album Elephunk. Elle co-écrit certaines des chansons de l'album suivant, Monkey Business, sorti en 2005.
En 2006, elle sort son premier album solo, The Dutchess. L'album est un succès et atteint les premières places des classements.
Elle continue l'aventure avec les Black Eyed Peas sur leurs albums The E.N.D. de 2009 et The Beginning de 2010. Le groupe fait une pause de 2011 à 2015 ; Fergie ne les rejoindra pas à leur retour, préférant se consacrer à sa carrière solo.
Son deuxième album solo, Double Dutchess, sort en 2017. Y figurent des collaborations avec notamment YG, Nicki Minaj, Rick Ross, mais également le fils de Fergie, Axl Jack. La promotion de Double Dutchess est lancée grâce à la présentation simultanée de son premier single, M.I.L.F. $, en juillet 2016. Elle se prolonge avec la sortie de Life Goes On en novembre, puis de You Already Know en août 2017 ainsi que Tension en octobre 2017.

### Carrière dans la comédie
En juillet 2005, Fergie obtient un rôle d'invitée dans l'émission spéciale Rocket Power, Reggie's Big Beach Break, sur la chaîne américaine Nickelodeon, en prêtant sa voix à une pop star de fiction du nom de Shaffika. Elle est de retour au cinéma depuis 2006, en apparaissant dans le film Poséidon en interprétant un second rôle.
Elle participe au film musical Nine sorti en 2009. Elle y interprète le thème principal, ainsi que plusieurs autres chansons sur la bande originale dédiée.

## Filmographie
Films
- 1986 : Monster in the Closet : Lucy
- 1998 : Outside Ozona
- 2000 : The Gentleman Bandit
- 2005 : Be Cool : elle-même
- 2006 : Poseidon : Gloria
- 2007 : Planète Terreur : Tammy Visan
- 2008 : Madagascar 2 : La Grande Évasion (voix)
- 2009 : Arthur et la Vengeance de Maltazard : Replay (voix)
- 2009 : Nine : Saraghina
- 2010 : Marmaduke : Jezebel (voix)
- 2011 : Steve Jobs: One Last Thing : elle-même

Séries
- 1984-1990 : Kids Incorporated : Stacy (rôle principal, saisons 1 à 6)
- 1984 : It's Flashbeagle, Charlie Brown : Sally Brown (voix)
- 1985 : Snoopy's Getting Married, Charlie Brown : Sally Brown (voix)
- 1985-1986 : The Charlie Brown and Snoopy Show : Sally Brown / Patty (voix)
- 1986 : Mr. Belvedere : Beth (invitée saison 2 épisode 18)
- 1994 : Married... with Children : Ann (invitée saison 8 épisode 21)
- 1995 : California Dreams : Christy (invitée saison 3 épisode 17)
- 1998-2001 : Great Pretenders (saisons 1 à 3)
- 2003 : Rocket Power : Shaffika (voix) (invitée saison 3 épisode 16)
- 2006 : Instant Def : Ella
- depuis 2007 : Dick Clark's New Year's Rockin' Eve
- 2007 : Class of 3000 : Mrs. Claus (voix) (invitée saison 2 épisode 9)
- 2009, 2010 et 2012 : The Cleveland Show : Piper Gold / Jane / Vanessa (voix) (invitée saison 1 épisodes 1 et 13 et saison 3 épisode 19)
- 2011 : Avon Voices
- 2012 : Fanboy & Chum Chum (invitée saison 2 épisode 25)
- 2013 : Fashion Police (invitée saison 8 épisodes 16 et 25)
- 2016 : L'Incroyable Famille Kardashian : elle-même (invitée saison 12 épisode 11)
- 2018 : The Launch (mentor)
- 2018 : The Four: Battle for Stardom (présentatrice)

## Discographie

### Avec les Black Eyed Peas
Albums studio
- 2003 : Elephunk
- 2005 : Monkey Business
- 2009 : The E.N.D
- 2010 : The Beginning

Compilations
- 2005 : iTunes Originals – The Black Eyed Peas
- 2010 : The E.N.D. Summer 2010 Canadian Invasion Tour: Remix Collection

EP
- 2006 : Renegotiations: The Remixes

### En solo
Albums studio
- 2006 : The Dutchess
- 2017 : Double Dutchess

EP
- 2008 : The Dutchess EP

### Singles
En solo
- 2006 : London Bridge
- 2006 : Fergalicious (Fergie featuring will.i.am)
- 2006 : Clumsy
- 2007 : Glamorous (Fergie featuring Ludacris)
- 2007 : Big Girls Don't Cry
- 2008 : Labels or Love
- 2013 : A Little Party Never Killed Nobody (All We Got) (avec Q-Tip et GoonRock)
- 2014 : L.A. LOVE (La La) (featuring YG)
- 2016 : M.I.L.F. $
- 2016 : Life Goes On
- 2017 : You Already Know (featuring Nicki Minaj)
- 2017 : A Little Work

En invitée
- 2007 : Impacto (Daddy Yankee featuring Fergie)
- 2007 : Sing (Annie Lennox featuring Various Artists)
- 2008 : Party People (Nelly featuring Fergie)
- 2008 : That Ain't Cool (Kumi Koda featuring Fergie)
- 2008 : Just Stand Up!
- 2010 : We Are The World 25 for Haiti
- 2010 : Gettin' Over You (David Guetta et Chris Willis featuring Fergie et LMFAO)
- 2010 : All Of The Lights (Kanye West featuring Various Artists)
- 2011 : Beautiful Dangerous (Slash featuring Fergie)
- 2015 : Love Song To The Earth

Singles promotionnels
- 2007 : Pick It Up
- 2008 : Here I Come
- 2008 : Finally (featuring John Legend)
- 2012 : Feel Alive (Fergie featuring Pitbull et DJ Poet)
- 2012 : L.O.V.E. (Let One Voice Emerge) (featuring Patti Austin, Sheila E., Siedah Garrett, Lalah Hathaway, Judith Hill et Keke Palmer)
- 2013 : Netflix (2 Chainz featuring Fergie)
- 2017 : Hungry (featuring Rick Ross)

Autres musiques
- 2008 : Beat It 2008 (Michael Jackson featuring Fergie)
- 2010 : Paradise City (Slash featuring Fergie et Cypress Hill)

## Clips
En tant que chanteuse soliste
- 2006 : London Bridge, par Marc Webb
- 2006 : Fergalicious (Fergie featuring will.i.am), par Fatima Robinson
- 2007 : Glamorous (Fergie featuring Ludacris), par Dave Meyers
- 2007 : Big Girls Don't Cry, par Anthony Mendler
- 2007 : Clumsy, par Rich Lee, Marc Webb
- 2013 : A Little Party Never Killed Nobody (All We Got) (avec Q-Tip et GoonRock), par Philip Andelman, Fatima Robinson
- 2014 : L.A. LOVE (La La) (Remix) (featuring YG), par Rich Lee
- 2016 : M.I.L.F. $, par Colin Tilley
- 2016 : Life Goes On, par Chris Marrs Piliero
- 2017 : Hungry (featuring Rick Ross), par Bruno Ilogti
- 2017 : You Already Know (featuring Nicki Minaj), par Bruno Ilogti
- 2017 : Like It Ain't Nuttin', par Ben Mor
- 2017 : Enchanté (Carine), par Bruno Ilogti
- 2017 : Juste Like You, par Bruno Ilogti
- 2017 : Save It Till Morning, par Alek Keshishian
- 2017 : A Little Work, par Jonas Åkerlund
- 2017 : Love is Blind, par Chris Ullens
- 2017 : Tension, par Fatima Robinson
- 2017 : Love is Pain, par Nina McNeely
- 2017 : Tension (version 2), par Fatima Robinson

En invitée
- 2007 : Impacto (Remix) (Daddy Yankee featuring Fergie), par The Saline Project
- 2008 : Party People (Nelly featuring Fergie), par Marc Webb
- 2008 : That Ain't Cool (Kumi Koda featuring Fergie), par Fatima Robinson
- 2010 : We Are the World 25 for Haiti (Fergie avec plusieurs artistes pour Haïti), par Paul Haggis
- 2010 : Gettin' Over You (David Guetta et Chris Willis featuring Fergie et LMFAO), par Rich Lee
- 2010 : Beautiful Dangerous (Slash featuring Fergie), par Rich Lee

### Beat It2008
Pour l'anniversaire de Thriller de Michael Jackson est sorti l'album Thriller 25. Will.i.am y a remixé Beat It et Fergie a enregistré des couplets inédits pour cette version. Le titre n'a pas été réellement sorti comme single mais a cependant été classé dans les charts de certains pays[réf. nécessaire].